# Menchum Valley
Menchum Valley es un municipio del departamento de Menchum de la región del Noroeste, Camerún. En noviembre de 2005 tenía una población censada de 50 235 habitantes. Se encuentra ubicado cerca de la frontera con Nigeria.